# Nicolas Durand de Villegaignon

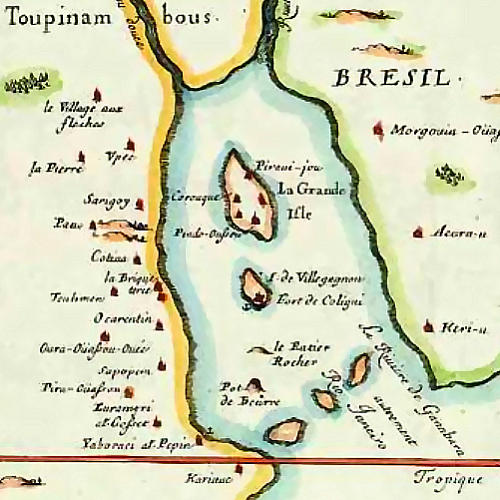
Mapa kolonii France Antarctique założonej przez Nicolas Durand de Villegaignon

Nicolas Durand de Villegaignon (ur. ok. 1510, zm. 1571) – francuski wojskowy, kawaler maltański, gubernator Bretanii.
Nicolas Durand de Villegaignon ukończył studia na Uniwersytecie Paryskim. Po szkole został dowódcą maltańskiej galery, uczestnicząc w walkach z Maurami w Afryce oraz z Turkami na Węgrzech. W 1548 roku dowodził okrętem, którym przewiózł ze Szkocji Marię Stuart. Za to został mianowany wiceadmirałem i gubernatorem Bretanii. Z powodu kłótni z komendantem Brestu po niepomyślnym werdykcie króla porzucił karierę w królewskiej administracji.
W 1553 roku opracował plan zdobycia ziem leżących w okolicy zatoki Guanabara w Brazylii, należących do Portugalczyków. Plan został przedstawiony ówczesnemu admirałowi Gasparowi Coligny'emu i obejmował zdobycie i utworzenie hugenockiej kolonii. Podobny plan przedstawił kardynałowi Lotaryngii, lecz już jako utworzenie katolickiej kolonii. Coligny przychylił się do planu Villegaignon, mianował go porucznikiem króla Francji na Oceanie Zachodnim i dał do dyspozycji dwa okręty i 10 liwrów. Villegaignon pozyskał z własnej kieszeni trzeci okręt, zakupił broń, najął oddział Szkotów i zwerbował kolonistów wśród hugenotów i katolików, a także skazańców z Paryża i Rouen.
14 sierpnia 1555 roku Villegaignon wyruszył z Dieppe do Ameryki wraz z m.in. swoim kuzynem Bouvis de La Conti i kapelanem Andre Thevet. 6 listopada dotarł do Brazylii, a trzy dni później dopłynął do przylądka Frio. Na miejsce kolonii wybrał zatokę Rio de Janerio, gdzie założył kolonię France Antarctique, a na wyspie nazwanej potem jego imieniem założono fort Coligny.
Nicolas Durand de Villegaignon jako dowódca fortu wprowadził dość surowe zasady i żelazną dyscyplinę, odizolował kolonistów od Indian. Po pewnym czasie nasiliły się zatargi pomiędzy hugenotami i katolikami oraz coraz częstsze dezercje do Indian. W 1557 roku do kolonii przypłynęli kolejni kolonizatorzy, a wśród nich wielu kalwinistów i duchownych kalwińskich. Villegaignon, który sprzyjał kalwinistom, przyjął ich ochoczo, jednakże z powodu klęsk ich wojsk we Francji i zbliżającego się zwycięstwa katolików rok później wyrzucił ich z kolonii i odesłał do Francji. W 1559 roku powrócił do Francji, gdzie walczył z wojskami hugenotów.
Kolonia francuska w 1560 roku została zaatakowana przez portugalskiego gubernatora generalnego Mem de Sá, który zdobył ją.

## Dzieła
- Caroli V. imp. expeditio in Africam et Algieram (Paryż, 1542);
- De bello melitensi et ejus eventu Francis imposito, ad Carolum V. commentarius (1553);
- Ad Articulos Calvinianae, de sacramento Eucharistiae, traditionis, ab ejus ministris in Francia Antarctia evulgatae responsiones Brazylia (1560).

## Literatura
- Jean de Lery: Unter Menschenfressern am Amazonas. Brasilianisches Tagebuch 1556-1558. (Histoire d’un voyage fait en la terre du Bresil, autrement dite Amerique. Übersetzt von Ernst Bluth, durchgesehen, herausgegeben und mit einem Anhang versehen von Karl H. Salzmann. Nachdruck der Ausgabe Paris 1586, 2. Auflage). Albatros, Düsseldorf 2001. ISBN 3-491-96031-2
- André Thevet, Le Brésil d’André Thevet. Les singularités de la France Antarctique. Chandeigne, Paris 1997. ISBN 2-906462-31-4